# Severstal
Severstal (rusko Северсталь, "Severno jeklo") je veliko rusko podjetje, ki se ukvarja z rudarstvom in jeklarstvom. Sedež podjetja je v Čerepovcu, Rusija. Severstal velja za največjega jeklarja v Rusiji, podjetje ima pa tovarne v Rusiji, Ukrajini, Kazahstanu, Franciji in Italiji. 